# Darton Peak
Der Darton Peak ist ein Berg im Bighorn National Forest im US-Bundesstaat Wyoming. Er hat eine Höhe von 3741 m und ist Teil der Bighorn Mountains im Norden des Bundesstaates. Er liegt innerhalb der Cloud Peak Wilderness Area im Johnson County, einige Kilometer nördlich des U.S. Highway 16. Der Bighorn Peak liegt 2,5 km südlich. Der Berg wurde nach Nelson Horatio Darton, einem Geologen des United States Geological Survey, benannt.

## Belege
1. ↑  Peakbagger: Darton Peak. Abgerufen am 12. Januar 2021.
2. ↑  Geonames: Darton Peak. Abgerufen am 12. Januar 2021.
3. ↑  Summitpost: Darton Peak : Climbing, Hiking & Mountaineering. Abgerufen am 12. Januar 2021.